# Alan Kelly (ur. 1968)
Alan Kelly jr. (ur. 11 sierpnia 1968 w Preston) – irlandzki piłkarz, bramkarz reprezentacji Irlandii.
Zaczynał karierę w Preston North End, w którym rozegrał 142 mecze.
W 1992 przeszedł do Sheffield United, gdzie rozegrał 213 spotkań. W 1999 przeszedł do Blackburn Rovers. Barw tego klubu bronił do 2004.
Był uczestnikiem piłkarskich mistrzostw świata w 1994 i 2002.